# Vickers F.B.11
El Vickers F.B.11 fue un prototipo de caza de escolta triplaza británico de la época de la Primera Guerra Mundial. Era un gran biplano monomotor que llevaba un artillero en una góndola montada en el ala superior, para ofrecer un campo de tiro completo. Solamente se completó un único ejemplar.

## Diseño y desarrollo
A principios de 1916, el Ministerio de Guerra británico elaboró una especificación por un caza de escolta multiplaza que sería propulsado por uno de los nuevos motores Rolls-Royce Eagle, destinado a proteger a las formaciones de bombarderos de cazas alemanes como el Fokker E.I, con una función adicional de destruir dirigibles enemigos. Si bien la especificación no requería alta velocidad, un buen campo de tiro para sus armas era esencial, mientras que el papel secundario anti-zeppelin exigía una autonomía de al menos siete horas.
Se realizaron encargos de prototipos a Armstrong Whitworth (el F.K.6), Sopwith (el L.R.T.Tr.) y Vickers. Los tres diseños fueron impulsados por la necesidad de proporcionar amplios campos de fuego en ausencia de un mecanismo sincronizador eficaz que permitiera disparar con seguridad las armas a través del disco de la hélice.
La respuesta de Vickers, el F.B.11, diseñado por R.L. Howard-Flanders, era un biplano grande, de un solo vano y con disposición tractora. El piloto y un artillero se sentaban en cabinas separadas pero muy juntas, bajo el borde de fuga del ala superior, mientras que un segundo artillero se sentaba en una góndola, o "techo de combate", unida al ala superior y que se extendía hacia delante. El motor Eagle estaba montado en una cubierta limpia, con el radiador instalado detrás del mismo, en el fuselaje.
Se encargaron dos prototipos, el primero de los cuales voló en septiembre-octubre de 1916, y fue probado en RNAS Eastchurch en noviembre de ese mismo año. Resultó tener un control lateral y un rendimiento deficientes y resultó destruido en un accidente. El segundo prototipo no se completó, y como ya se disponía de mecanismos sincronizadores eficaces (incluido el propio mecanismo Vickers-Challenger de Vickers), ninguno de los cazas de escolta se desarrolló más.

## Especificaciones
Referencia datos: War Planes of the First World War:Volume Three Fighters

### Características generales
- Tripulación: Tres (piloto y dos artilleros)
- Longitud: 13,1 m (43 ft)
- Envergadura: 15,5 m (51 ft)
- Altura: 4,2 m (13,7 ft)
- Superficie alar: 78,5 m² (845 ft²)
- Peso vacío: 1515 kg (3339,1 lb)
- Peso cargado: 2238 kg (4932,6 lb)
- Planta motriz: 1× motor lineal V12 refrigerado por agua Rolls-Royce Eagle III.
  - Potencia: 190 kW (262 HP; 258 CV)
- Hélices: Bipala de paso fijo

### Rendimiento
- Velocidad máxima operativa (Vno): 154 km/h (96 MPH; 83 kt) a 1500 m (5000 pies)
- Alcance: 7,5 h
- Techo de vuelo: 3400 m (11 155 ft)
- Tiempo a altitud: 

  - 16 min para 1500 m (5000 pies)
  - 55 min para 3000 m (10 000 pies)

### Armamento
- Ametralladoras: 

  - 1x Lewis de 7,7 mm en góndola
  - 1x Lewis de 7,7 mm en cabina del artillero trasero

## Aeronaves relacionadas

### Aeronaves similares
- Armstrong Whitworth F.K.6
- Sopwith L.R.T.Tr.

### Secuencias de designación
- Secuencia E.F.B./F.B._ (interna de Vickers): ← E.F.B.7 - E.F.B.8 - F.B.9 - F.B.11 - F.B.12 - F.B.14 - F.B.16 →